# Medicago lupulina
La mielga negra (Medicago lupulina) es una especie  perteneciente a la familia de las fabáceas.

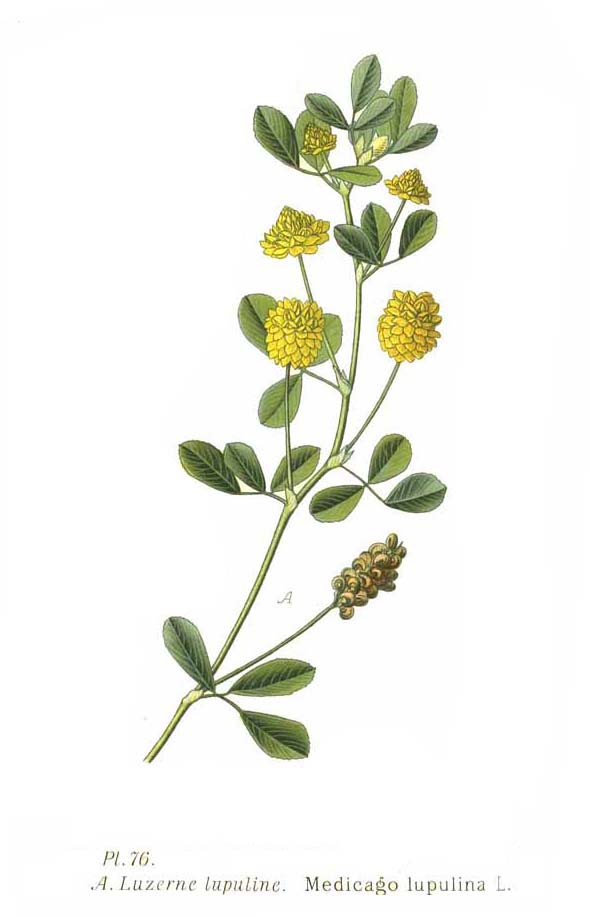
Ilustración

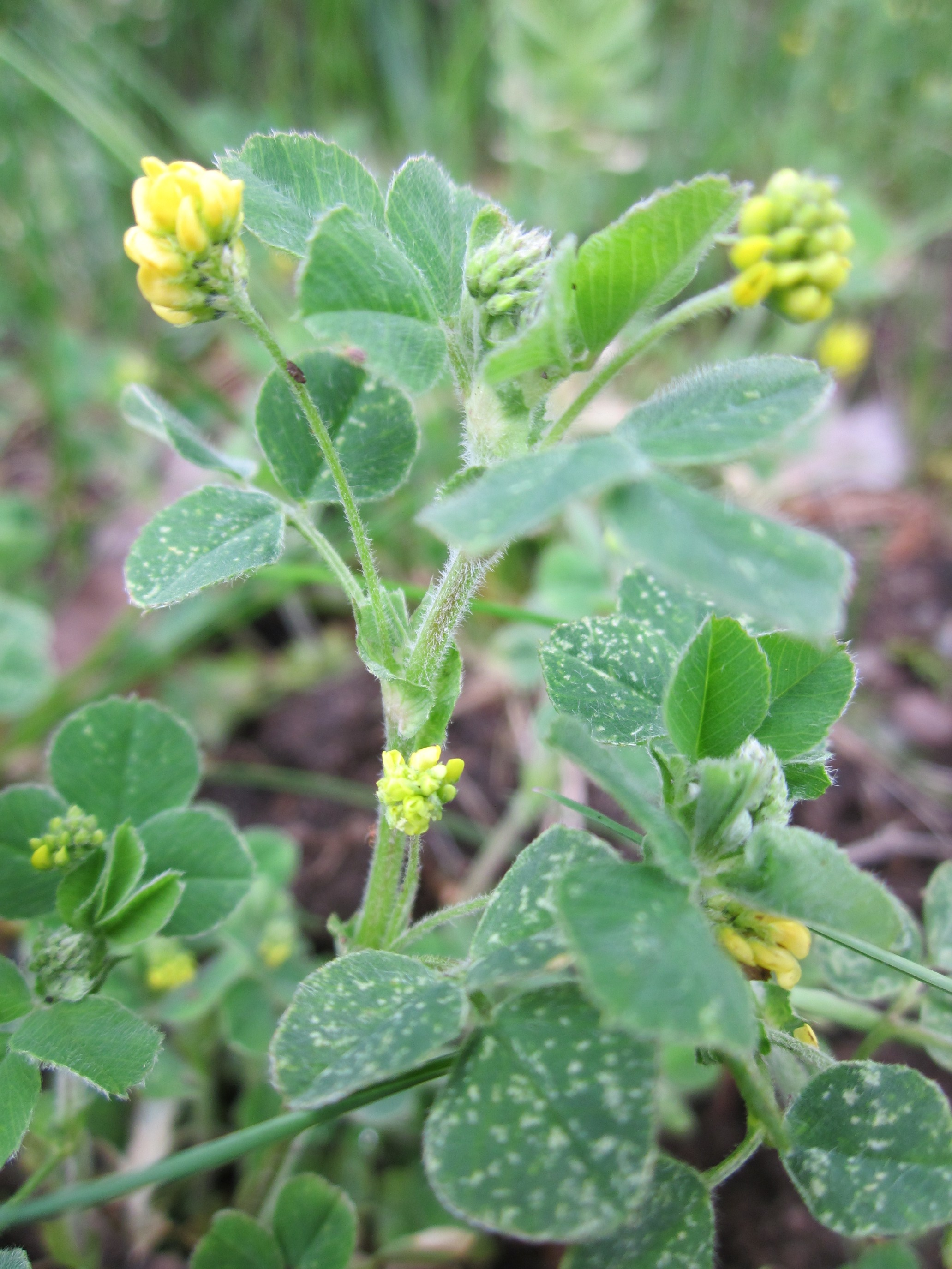
Vista de la planta

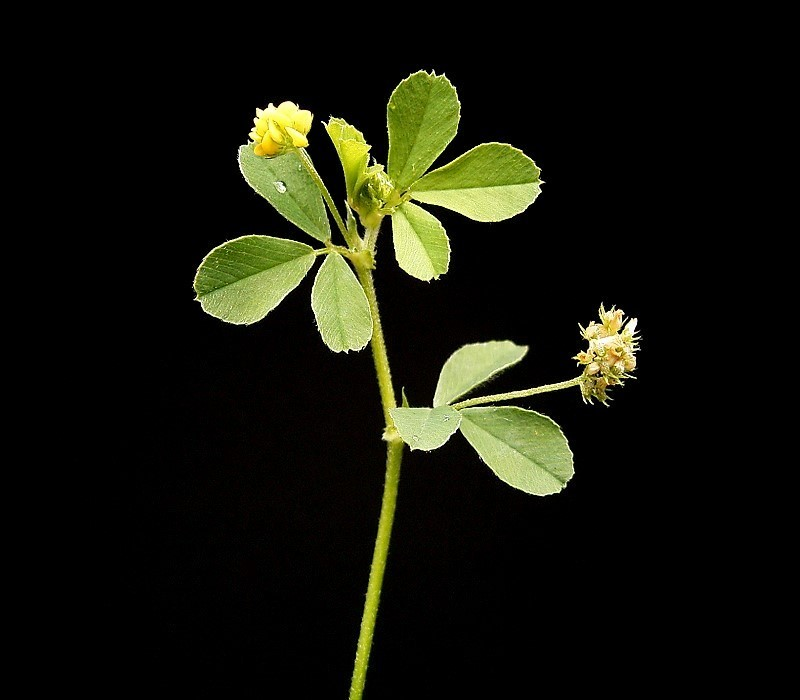
Hojas

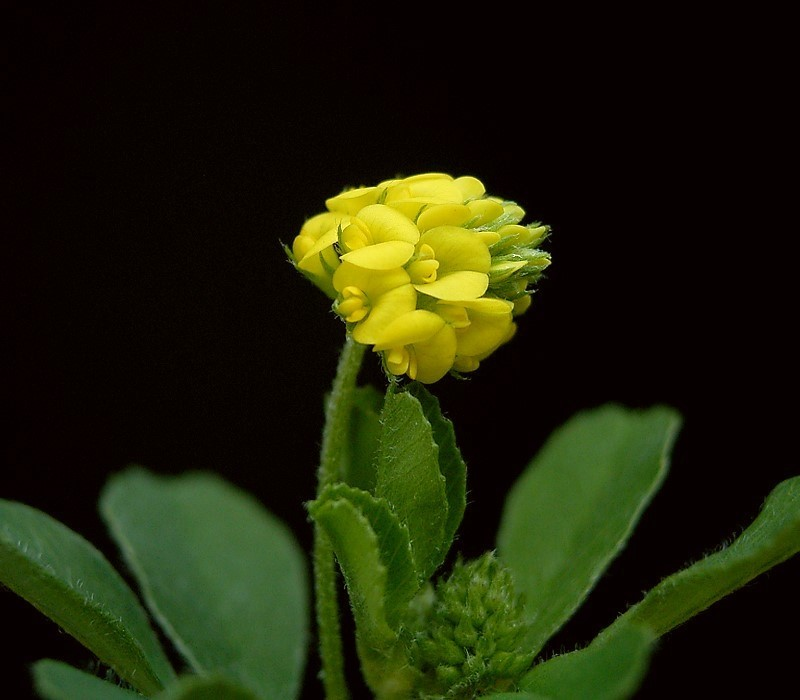
Flor

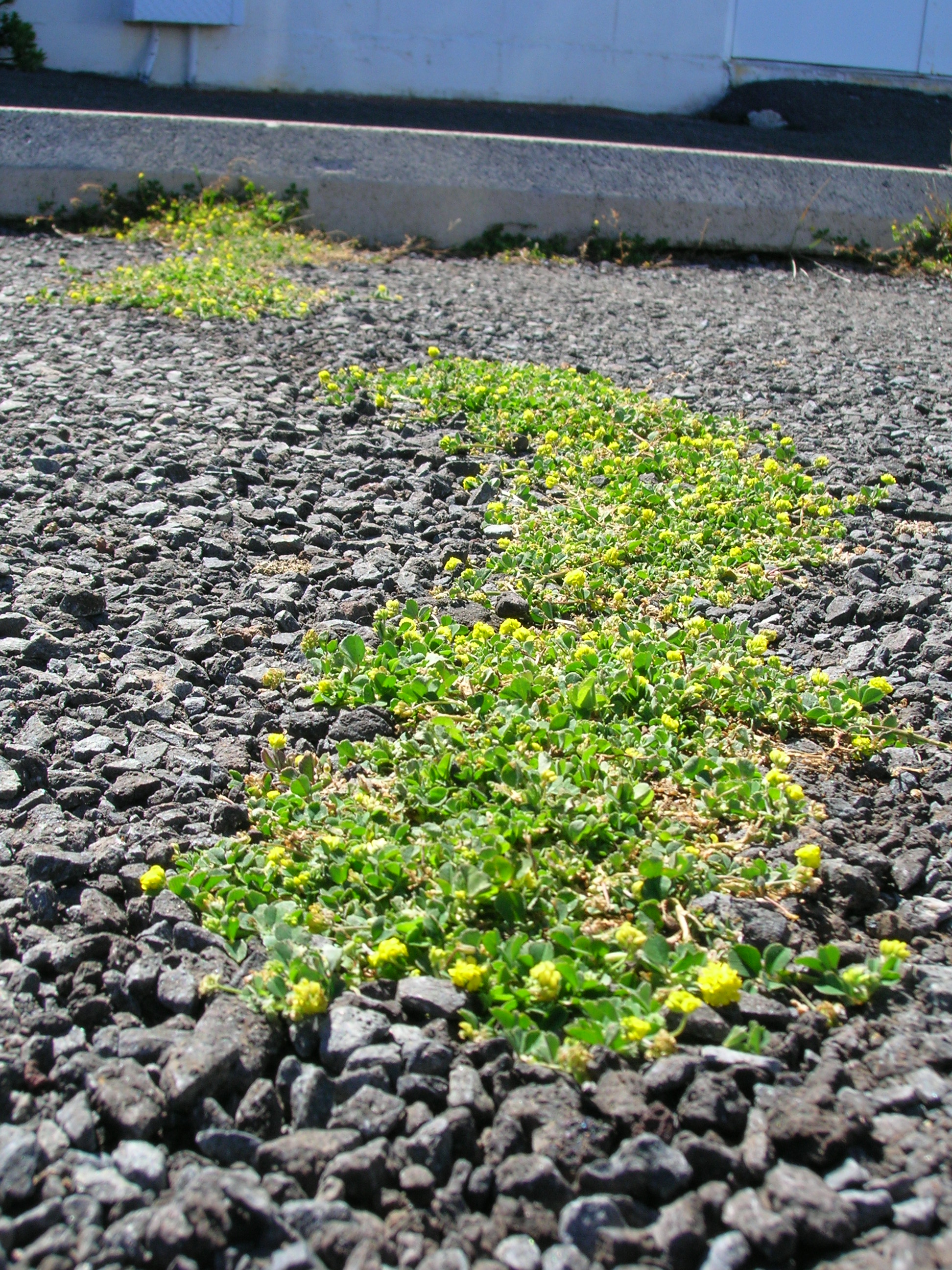
En su hábitat

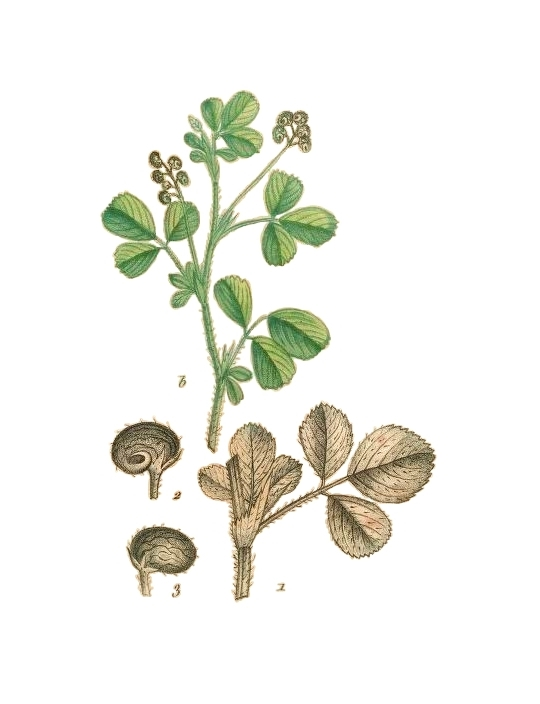
Ilustración

## Descripción
Es una planta herbácea generalmente de vida corta, recostada sobre el suelo y con las puntas ascendentes, profusamente ramificada que alcanza un tamaño de hasta 50 cm de altura o menos. El tallo es anguloso, cubierto de pelillos de color blanco.  En la base de las hojas sobre el tallo se presenta un par de hojillas (las estípulas), adheridas al peciolo, ovadas, con el margen dentado; las hojas son alternas, sobre peciolos cortos (de 0,3 a 1,1 cm de largo), compuestas, lámina con 3 hojitas (los foliolos) de forma variable, los foliolos peciolulados, obovados a ampliamente obovados o casi orbiculares, de 0,4 a 1,5 cm de largo y 0,3 a 1,3vcm de ancho, ápice redondeado, trunco o retuso-mucronado, borde dentado o aserrado, base cuneada, haz poco velloso y envés densamente velloso. La inflorescencia está compuesta de 10 a 35 flores dispuestas en racimos cortos y compactos (de contorno ovoide), sobre pedúnculos de hasta 3,5 cm de largo, ubicados en las axilas de las hojas. Las flores diminutas (de 2 mm de largo), sobre pedicelos muy delgados; el cáliz con cinco lóbulos casi iguales entre sí, cubierto con pelillos; la corola amarilla, de cinco pétalos desiguales, el más externo es el más ancho y vistoso, llamado estandarte, enseguida se ubica un par de pétalos laterales similares entre sí, llamados alas y por último los dos más internos, también similares entre sí y generalmente fusionados forman la quilla, que envuelve a los estambres y al ovario; estambres diez, los filamentos de nueve de ellos están unidos y uno libre; ovario angosto, con un estilo largo y delgado terminado en un estigma pequeño.
Frutos y semillas: Los frutos son legumbres ligeramente encorvadas, de color casi negro cuando maduras, con los nervios evidentes, sin espinas, con algunos pelillos; con una sola semilla globosa o alargada, de (1,2) 1,5 (1,7) mm de largo y (0,8) 1,0 (1,3) mm de ancho, de color amarillo-verdoso o café-amarillento y de superficie lisa. El fruto libera fácilmente la semilla al ser frotado. Florece desde primavera hasta otoño.
Plántulas: Hipócotilo cilíndrico, corto, de 3 a 8 mm de largo, verde o rojizo, sin pelos; cotiledones sésiles, oblongos, oblanceolados o estrechamente elípticos, de 4 a 10 mm de largo y 2 a 5 mm de ancho, sin pelos; primera hoja simple, peciolo de 12 a 20 mm de largo, lámina redondeada, más corta que ancha, de 5 a 9 mm de largo y 7 a 11 mm de ancho, ápice entero o apiculado, borde casi entero, base trunca, esparcidamente vellosa; segunda hoja compuesta, lámina trifoliada y base obtusa.
Características especiales: Es una especie variable en cuanto a la cantidad de pelos que presenta en su superficie, entre más seco es el terreno donde crece mayor densidad de pelos; Tiene un número de cromosomas de 2n = 16.

## Distribución
Esta planta se puede ver a través del Viejo Mundo: todos los países de Europa, una gran parte de Asia, incluida China, Corea y Taiwán, así como el subcontinente indio, África del Norte, las islas del Atlántico (Canarias, Madeira) y en todo los Estados Unidos, incluyendo Hawái.

## Hábitat
Arvense y ruderal; común en potreros y céspedes, así como campos de cultivo. En el Valle de México hasta los 2900 m.
De fácil adaptación a los distintos tipos de suelos, preferentemente los calcáreos y bien provistos de humedad. También soporta suelos salinos.

## Biología y ecología
Propagación, dispersión y germinación
Se propaga por semilla.

## Impacto e importancia
Cultivos afectados y efectos sobre los cultivos: se reporta como maleza en alfalfa y manzana (Villaseñor y Espinosa, 1998), pero también se presenta en cultivos de maíz y otros anuales.

## Usos
Es utilizada como forraje de muy buena calidad pero poco abundante (Correa, 1984); melífera, mejorador de suelo.

## Adaptabilidad
La alfalfa se amolda a una amplia variedad de suelos y climas. Es una planta muy bien adaptada a suelos profundos bien drenados o alcalinos. No se desarrolla bien en suelos ácidos con pH inferior a 5,6, en los que es necesario la aplicación de cal para conseguir un cultivo con éxito, debido a las limitaciones que la acidez produce en la supervivencia y multiplicación del Rhizobium específico.
La alfalfa es poco tolerante al encharcamiento a consecuencia de la toxicidad por el aluminio, lo cual perjudica a la supervivencia de la planta y duración de la pradera. Sin embargo, es moderadamente tolerante a la salinidad.
La temperatura óptima para su crecimiento se encuentra entre 15 y 25 °C durante el día y 10-20 °C en la noche. Las temperaturas por encima de 30 °C reducen el crecimiento por aumento de la respiración de la planta.
Es conocida la resistencia de la alfalfa a la sequía, siendo su persistencia buena en condiciones adversas de falta de lluvias, gracias a dos hechos. La longitud y la profundidad de sus raíces con las que puede obtener agua de las capas más profundas del terreno, y a la característica de detener su crecimiento (dormancia o letargo) cuando las condiciones del medio lo hacen necesario)temperaturas muy altas o bajas y sequía).
Cuando la humedad es un factor limitante, responde muy bien al riego, situación en la que se cultiva mayormente en España. En condiciones de secano, aún en las regiones húmedas, se producen periodos de sequía que reducen su crecimiento, pero ofrece frente a otras especies pratenses una mejor defensa, soportando los déficit de humedad.
La limitación de su cultivo en regiones de clima árido o en zonas de clima húmedo, se debe principalmente a razones de manejo, fitopatológicas y de mala elección de suelos, que reducen su persistencia y producción.

## Taxonomía
Medicago lupulina fue descrita por Carolus Linnaeus y publicado en Species Plantarum 2: 779. 1753.
Citología
Número de cromosomas de Medicago falcata (Fam. Leguminosae) y táxones infraespecíficos:  2n=32
Etimología
Medicago: nombre genérico que deriva del término latíno medica, a su vez del griego antiguo: μηδική (πόα) medes que significa "hierba".
lupulina: epíteto latíno 
Sinonimia
- Medicago cupaniana Guss.
- Medicago willdenowii Mérat[4]
- Medica lupulina Scop.
- Medicago appenina Woods[5]

## Nombre común
- Castellano: alfalfa, alfalfa lupulina (2), carretón (2), estrebo, lupulina (5), meligón, mielga (3), mielga negra (2), teble, trebolera, trébol, trébol rastrero. (el número entre paréntesis indica las especies que tienen el mismo nombre en España)[6]